# Зеленцов, Сергей Викторович
Сергей Викторович Зеленцов (род. 26 января 1963 года) — российский селекционер, специалист в области селекции сои, член-корреспондент РАН (2019).
Заведующий лаборатории селекции и семеноводства сои ВНИИМК.